# Isabelle Gautheron
Isabelle Gautheron (* 3. Dezember 1963 in Balzac) ist eine ehemalige französische Bahnradsportlerin.
Von Beginn der 1980er Jahre bis in die 1990er Jahre hinein gehörte Isabelle Gautheron zu den besten Bahnradsportlerinnen Frankreichs im Sprint. Sechsmal wurde sie in dieser Disziplin französische Meisterin, viele Male stand sie zudem auf dem Podium. Bei den UCI-Bahn-Weltmeisterschaften 1989 in Lyon wurde sie Dritte. Zweimal – 1982 und 1985 – gewann sie den renommierten Sprint-Klassiker Grand Prix de Paris. Auch in Deutschland war sie erfolgreich, 1987 gewann sie den Großen Preis von Hannover.
1988 startete Gautheron bei den Olympischen Spielen in Seoul in ihrer Paradedisziplin und belegte Rang vier.